# Conrado
Conrado, właśc. Conrado Buchanelli Holz (ur. 3 kwietnia 1997 w Ajuricabie) – brazylijski piłkarz występujący na pozycji lewego obrońcy w brazylijskim klubie Atlético Goianiense . 

## Kariera klubowa

### Grêmio
1 stycznia 2017 został przeniesiony z drużyn juniorskich do pierwszego zespołu Grêmio. W klubie zadebiutował 28 maja 2017 w meczu Série A przeciwko Sport Club do Recife (4:3). 

### Oeste FC
10 stycznia 2018 przeszedł do Oeste FC, w którym zadebiutował 5 maja 2018 w meczu Série B przeciwko Coritiba FBC (1:1). Pierwszą bramkę w barwach klubu zdobył 20 października 2018 w meczu ligowym przeciwko Avaí FC (1:1).

### Figueirense FC
3 października 2019 przeszedł do Figueirense FC, w którym zadebiutował 9 października 2019 w meczu Série B przeciwko Botafogo FC (0:0).

### Lechia Gdańsk
9 stycznia 2020 podpisał kontrakt z Lechią Gdańsk obowiązujący do 30 czerwca 2022, z opcją przedłużenia o dwa lata. Zadebiutował 7 lutego 2020 w meczu Ekstraklasy przeciwko Śląskowi Wrocław (2:2). Pierwszą bramkę zdobył 7 marca 2020 w meczu ligowym przeciwko Zagłębiu Lubin (4:4). 22 grudnia 2024 roku rozwiązał kontrakt, który miał obowiązywać do 30 czerwca 2027 roku.

### Atlético Goianiense
7 lutego 2025 został ogłoszony nowym zawodnikiem Atlético Goianiense.

## Statystyki
(aktualne na dzień 4 marca 2025)
| Klub               | Sezon              | Liga               | Liga  | Liga   | Puchar kraju | Puchar kraju | Suma  | Suma   |
| Klub               | Sezon              | Liga               | Mecze | Bramki | Mecze        | Bramki       | Mecze | Bramki |
| ------------------ | ------------------ | ------------------ | ----- | ------ | ------------ | ------------ | ----- | ------ |
| Grêmio             | 2017               | Série A            | 5     | 0      | –            | –            | 5     | 0      |
| Grêmio             | Ogólnie            | Ogólnie            | 5     | 0      | 0            | 0            | 5     | 0      |
| Oeste FC           | 2018               | Série B            | 30    | 1      | –            | –            | 30    | 1      |
| Oeste FC           | 2019               | Série B            | 5     | 0      | –            | –            | 5     | 0      |
| Oeste FC           | Ogólnie            | Ogólnie            | 35    | 1      | 0            | 0            | 35    | 1      |
| Figueirense FC     | 2019               | Série B            | 12    | 0      | –            | –            | 12    | 0      |
| Figueirense FC     | Ogólnie            | Ogólnie            | 12    | 0      | 0            | 0            | 12    | 0      |
| Lechia Gdańsk      | 2019/20            | Ekstraklasa        | 12    | 1      | 3            | 0            | 15    | 1      |
| Lechia Gdańsk      | 2020/21            | Ekstraklasa        | 27    | 3      | 2            | 0            | 29    | 3      |
| Lechia Gdańsk      | 2021/22            | Ekstraklasa        | 33    | 1      | 2            | 0            | 35    | 1      |
| Lechia Gdańsk      | 2022/23            | Ekstraklasa        | 21    | 0      | 2            | 0            | 23    | 0      |
| Lechia Gdańsk      | 2023/24            | I liga             | 10    | 0      | 1            | 0            | 11    | 0      |
| Lechia Gdańsk      | 2024/25            | Ekstraklasa        | 15    | 0      | 0            | 0            | 15    | 0      |
| Ogólnie            | Ogólnie            | Ogólnie            | 118   | 5      | 10           | 0            | 128   | 5      |
| Ogólnie w karierze | Ogólnie w karierze | Ogólnie w karierze | 170   | 6      | 10           | 0            | 180   | 6      |